# Dannemarie (Alto Reno)
Dannemarie (in alsaziano Dàmmerkìlch, in tedesco Dammerkirch) è un comune francese di 2 369 abitanti situato nel dipartimento dell'Alto Reno nella regione del Grand Est.

## Società

### Evoluzione demografica
Abitanti censiti